# Thập niên 980 TCN
Thập niên 980 TCN hay thập kỷ 980 TCN chỉ đến những năm từ 980 TCN đến 989 TCN.

## Sự kiện
984 TCN - Osorkon Già kế vị Amenemope làm vua của Ai Cập .
980 trước Công nguyên — Vương quốc       Dʿmt được thành lập ở Eritrea và miền bắc Ethiopia.

## Mất
- 989 TCN: Lỗ Bá Cầm
- 986 TCN: Trần Hồ công
- 985 TCN: Lỗ Khảo công
- 984 TCN: Chu Khang vương , Amenemope
- 982 TCN: Thiệu công Thích
- 980 TCN: Lỗ Dương công